# Metamorfoza (motyw literacki)
Metamorfoza – w literaturze (oraz kulturze) gruntowna przemiana kogoś, jego sposobu myślenia, postępowania i niekiedy również wyglądu. 
Przemiana bohatera jest jednym z najpierwotniejszych tematów występujących w literaturze. Już w starożytności obserwujemy fascynacje nad zmiennością. Motyw metamorfozy często spotykany jest w mitologiach wielu narodów. Występuje również w ludowej baśni, legendzie.
Kolejne przemiany bohatera stanowią główny chwyt konstrukcyjny w utworze Metamorfozy Owidiusza oraz wzorującego się na nim Apulejusza (Metamorfozy, albo złoty osioł).  
Motyw metamorfoz pojawia się także we współczesnej literaturze. Są to przemiany bohatera złego w dobrego i odwrotnie, przemiany całkowite obejmujące również wygląd, bądź też takie metamorfozy, które polegają na ewoluowaniu bohatera, gdzie jego postawa i poglądy stają się bardziej dojrzałe. Przemiana bohatera jest ilustracją dynamicznej natury człowieka.

## Metamorfoza w kulturze masowej
Kultura popularna bardzo często eksploatuje motyw przemiany. Wielokrotnie pojawiały się w filmach, komiksach i powieściach cykliczne przemiany wilkołaków i wampirów.

## Przykłady metamorfoz
- W starożytności
  - mitologiczna przemiana nimfy Dafne w drzewo laurowe.
  - nawrócenie Świętego Pawła i zmiana imienia Szaweł na Paweł
- Bohaterowie literaccy, którzy przeszli przemianę:
  - Andrzej Kmicic - bohater Potopu Henryka Sienkiewicza
  - Chilon - bohater Quo vadis Henryka Sienkiewicza
  - Jacek Soplica - bohater  Pana Tadeusza Adama Mickiewicza
  - Kordian - tytułowy bohater dramatu Juliusza Słowackiego
  - Ebenezer Scrooge - bohater Opowieści wigilijnej Charlesa Dickensa
  - Rodion Raskolnikow - bohater Zbrodni i kary Fiodora Dostojewskiego
  - Gregor Samsa - bohater opowiadania Przemiana Franza Kafki
  - Jurand ze Spychowa - bohater Krzyżaków Henryka Sienkiewicza
  - Marcin Borowicz - główny bohater Syzyfowych prac Żeromskiego
  - Dr Jekyll i Mr Hyde (postać)
- W kulturze masowej
  - Superman
  - Transformery
  - Power Rangers
  - przeobrażenie He-mana
  - Batman